# The Twilight Zone (1959)
The Twilight Zone (no Brasil, Além da Imaginação; em Portugal, A Quinta Dimensão) é  uma série de televisão americana antológica, criada por Rod Serling, que foi produzida por 5 temporadas na CBS, de 1959 a 1964. A série consistia de episódios embasados em assuntos como paranormalidade, futurismo, distopia ou simples eventos, e cada episódio apresentava um surpresa, ou uma mensagem subentendida.
A série foi produzida em preto e branco, e se notabilizou por apresentar tanto atores famosos, tais como Cliff Robertson, Ann Blyth, Jack Klugman), quanto jovens atores, que posteriormente alcançaram fama, tais como Robert Redford, William Shatner, Burt Reynolds, Mariette Hartley, Shelley Fabares). Rod Serling participava tanto como produtor executivo, quanto roteirista principal e narrador; ele escreveu ou co-escreveu 92 dos 156 episódios. Ele também foi o apresentador, através de monólogos no início e no final de cada episódio. Durante a 5ª temporada, com exceção do episódio final, a narração de Serling foi apenas no final, para anunciar o próximo episódio.
O "Twilight Zone" em si não é apresentado como plano tangível, mas sim como uma metáfora para as circunstâncias estranhas que acontecem aos protagonistas. Na abertura feita por Serling e no fechamento costumam ser resumidos os eventos do episódio em tons que vão desde a energia enigmática até a eloquente antipatia, resumindo como e por que o personagem principal havia "entrado no Twilight Zone".

## Histórico da série

### Desenvolvimento da ideia
Desde os anos 1950, Rod Serling foi um nome regular nos programas televisivos. Seus sucessos incluem Patterns (para a Kraft Television Theater) e Requiem for a Heavyweight (para Playhouse 90), mas as constantes censuras feitas pelas redes de TV e patrocinadores frustraram Serling, que então decidiu criar seu próprio show, como a melhor forma de vencer e contornar tais obstáculos. Ele percebeu que, por trás de uma série de televisão, com robôs, alienígenas e outros acontecimentos sobrenaturais, poderia expressar suas opiniões políticas de uma forma mais sutil.
"The Time Element", produzido em 1958, foi considerado o piloto para a série de Serling, e apresenta uma viagem no tempo, sobre um homem que volta a Honolulu em 1941 e tenta, sem sucesso, avisar a todos sobre o ataque a Pearl Harbor. O roteiro, porém, foi rejeitado e arquivado por um ano até Bert Granet o descobrir e produzir como um episódio de Desilu Playhouse em 1958. A apresentação foi um sucesso, e Serling finalmente começou a produção da série The Twilight Zone.

### Primeira Temporada (1959–1960)
The Twilight Zone estreou em 2 de outubro de 1959, e foi bem recebido. “...Twilight Zone é o único show que está no ar que eu realmente estou ansioso para ver. É a série que eu vou deixar interferir com outros planos'”, disse Terry Turner para o Chicago Daily News. Outros concordaram; Daily Variety o classificou como “o melhor que já foi realizado em meia hora de televisão” e o New York Herald Tribune sugeriu que seria certamente uma das melhores e mais originais séries de antologias e mais originais do ano".
Apesar da popularidade junto aos críticos de televisão, a série se esforçou para alcançar a receptividade do público. A CBS contava com 21 ou 22 pontos na classificação de Nielsen, mas os números iniciais eram muito pobres. O futuro da série foi posto em jogo quando o seu terceiro episódio, "Mr. Denton on Doomsday", pontuou 16.3. O espetáculo atraiu um público grande o suficiente para sobreviver até novembro, e finalmente superou a sua concorrência na American Broadcasting Company e NBC, e convenceu seus patrocinadores (General Foods Corporation e Kimberly-Clark) a manter seu patrocínio até o final da temporada.
Com uma exceção, "The Chaser", a primeira temporada apresentou roteiros apenas de Rod Serling, Charles Beaumont e Richard Matheson, um trio que foi responsável por 127 dos 156 episódios. E com apenas uma exceção, "A World of His Own", Serling nunca apareceu diante das câmeras, exceto para anunciar o próximo episódio. O episódio piloto foi programado pela CBS para ser narrado por Orson Welles, mas Welles exigia um pagamento vultoso, e os produtores resolveram colocar Serling na narração.
Muitos dos episódios da primeira temporada tornaram-se os mais celebrados da série, tais como "Time Enough at Last", "The Monsters Are Due on Maple Street", "Walking Distance" e "The After Hours". A primeira temporada foi responsável pela aquisição de vários prêmios para Serling, entre eles quatro Emmys por literatura dramática, um “Producers Guild Award” para o parceiro de Serling, Buck Houghton, e um Hugo Award pela melhor apresentação dramática. O tema original de Bernard Hermann foi a abertura de quase toda a primeira temporada. Ele foi substituído por Marius Constant, com o popular tema de guitarra e bongo em maio de 1960, porém o tema de Hermann foi mantido para os créditos finais em toda a primeira temporada.

### Segunda Temporada (1960–1961)
A segunda temporada estreou em 30 de setembro de 1960, com "King Nine Will Not Return", uma retomada do episódio piloto de Serling, "Where Is Everybody?". A familiaridade com esta primeira história contrastava com a novidade da nova embalagem do show: a imponência do tema original de Bernard Herrmann desapareceu, e o tema de Marius Constant, mais chocante e inovador, foi ouvido durante os créditos de abertura e de encerramento. Também a paisagem surrealista à la Salvador Dalí da abertura original foi substituída por uma introdução ainda mais surreal, inspirada na narração de Serling (“That's the signpost up ahead”), e Serling surgiu em frente às câmeras para apresentar sua narrativa de abertura, no lugar da voz da primeira temporada.
Um novo patrocinador, Colgate-Palmolive, substituiu a Kimberly-Clark (como Liggett & Myers sucederia General Foods em abril de 1961), e um novo executivo, James T. Aubrey, Jr., passou a administrar a CBS. "Jim Aubrey foi um problema muito difícil para o show", disse o produtor associado Del Reisman. "Ele foi particularmente duro com The Twilight Zone, porque era um show de meia hora particularmente caro.... Aubrey foi muito duro sobre o orçamento da série, mesmo quando era um pequeno número de dólares". Em um esforço para manter as despesas controladas, Aubrey ordenou que fossem produzidos sete episódios a menos do que na primeira temporada, e que seis dos que estavam sendo produzidos fossem filmados em videotape, atitude que foi criticada por Serling, que o chamou de "neither fish nor fowl"[carece de fontes?].
A segunda temporada produziu alguns dos mais aclamados episódios da série, tais como "The Eye of the Beholder" e "The Invaders". O trio Serling, Matheson e Beaumont começou a admitir novos escritores, e essa temporada marcou a estréia na televisão de George Clayton Johnson. Um 5º Emmy foi entregue a Serling pela rescrita dramática e para o diretor de fotografia George T. Clemens e, pelo segundo ano seguido, venceu o Hugo Award pela melhor representação dramática. A série também venceu o “Unity Award” por "Contribuição Relevante para Melhores Relações Interraciais” e uma indicação ao Emmy por "Exelência na Realização de Programa no Campo de Drama".

### Terceira Temporada (1961–1962)
Na terceira temporada como produtor executivo, narrador e escritor para The Twilight Zone, Serling estava começando a ficar cansado. "Eu nunca me senti tão esgotado mentalmente como estou neste momento", ele disse aos 37 anos. Nas duas primeiras temporadas ele escrevera 48 roteiros, isto é, 73% do total de episódios. Na terceira temporada, contribuiu apenas com 56%. [carece de fontes?]
Apesar do cansaço, Serling conseguiu novamente produzir roteiros clássicos e consideráveis, tais como "It's a Good Life", "To Serve Man", e "Five Characters in Search of an Exit". Roteiros de Montgomery Pittman e Earl Hamner Jr. suplantaram a saída de Matheson e Beaumont, e George Clayton Johnson escreveu três roteiros sobre temas complexos. O episódio "I Sing the Body Electric" expunha o fato “Escrito por Ray Bradbury”. No fim da terceira temporada, a série superou os 100 episódios.
The Twilight Zone recebeu na época duas indicações para o Emmy (cinematografia e desenho de arte), mas não ganhou nenhum. Recebeu novamente o Hugo Award pela "Melhor Representação Dramática", feito só repetido por Doctor Who, em 2008.
Na primavera de 1962, The Twilight Zone atrasou-se na busca de um patrocinador, e foi substituída pela CBS por uma comédia de costumes, Fair Exchange. Mediante a confusão pelo cancelamento da série, o produtor Buck Houghton a deixou par assumer um cargo na “Four Star Television”. Serling, entretanto, aceitou um cargo de professor no Antioch College, sua alma mater. Apesar de a série ter sido renovada, a contribuição Serling como produtor executivo diminuiu em suas temporadas finais.

### Quarta Temporada (1963)
Em novembro de 1962, a CBS lançou Twilight Zone (agora sem o The) em meia-temporada dentro do cronograma de Fair Exchange, o show que a substituíra em setembro de 1962. Para preencher o tempo de Fair Exchange, o tempo de cada episódio teve que ser ampliado para uma hora, o que não condizia com a equipe de produção. Herbert Hirschman foi contratado para substituir o velho produtor Buck Houghton, e uma das primeiras decisões de Hirschman foi uma nova seqüência de abertura, desta vez ilustrando uma porta, olhos, janela e outros objetos suspensos, à semelhança do estilo de René Magritte, no espaço. Sua segunda tarefa foi encontrar e produzir roteiros de qualidade.
Nessa temporada, novamente o trio Serling, Matheson e Beaumont voltou a escrever os roteiros. No entanto, a entrada de Serling era limitada desta temporada, ele ainda escrevia a maior parte dos roteiros, mas sua parte como produtor executivo era praticamente inexistente e, como anfitrião, suas narrações tiveram de ser colocadas back-to-back contra um fundo cinza durante as suas viagens para Los Angeles. Devido às complicações de uma doença cerebral em desenvolvimento, o trabalho de Beaumont também começou a diminuir significativamente, e roteiros adicionais foram encomendados de Earl Hamner, Jr. e Reginald Rose para preencher a lacuna.
Com cinco episódios da temporada, Hirschman recebeu uma oferta para trabalhar com a NBC em uma nova série chamada “Espionage”, e foi substituído por Bert Granet, que previamente havia produzido "The Time Element". Uma das primeiras atribuições de Granet foi "On Thursday We Leave for Home", que Serling considerava o episódio mais efetivo da temporada. Recebeu uma indicação para o Emmy pela cinematografia, e uma indicação ao Hugo Award. A série voltou ao seu formato de meia hora para a programação de outono.

### Quinta Temporada (1963–1964)
Serling diria mais tarde: "eu estava escrevendo muito, eu senti que tinha começado a perder a minha perspectiva sobre o que era bom e o que era ruim", mas até o final desta temporada, ele tinha contribuído com 92 roteiros em cinco anos. Nesta temporada, os patrocinadores novos foram American Tobacco e Procter & Gamble.
Beaumont estava agora fora do meio artístico, contribuindo apenas através de roteiros scripts somente através de escritores-fantasmas Jerry Sohl e João Tomerlin, e depois de produzir apenas treze episódios, Bert Granet deixou a série e foi substituído por William Froug, com quem teve Serling trabalhara em Playhouse 90 .
Froug fizera uma série de decisões impopulares, primeiro por manter arquivados vários roteiros adquiridos de Granet (incluindo The Doll, de Richard Matheson, que foi nomeado para o Prêmio Writer's Guild quando finalmente foi produzido em 1986, nas Amazing Stories). Em segundo lugar, Froug alienou George Clayton Johnson, quando ele contratou Richard Deroy para reescrever o roteiro de Johnson Tick of Time, eventualmente produzido como "Ninety Years Without Slumbering".
Apesar das condições, muitos episódios foram produzidos, tais como "Nightmare at 20,000 Feet", "A Kind of a Stopwatch" e "Living Doll". Apesar de nessa temporada a série não receber nenhum Emmy, o episódio 142, "An Occurrence at Owl Creek Bridge" – um curta de produção francesa – recebeu o Oscar de melhor curta-metragem, fazendo de Twilight Zone uma das únicas duas séries de TV na história (a outra foi o documentário canadense The Fifth Estate) a receber tanto o Emmy quanto o Oscar.
Em janeiro de 1964, a CBS anunciou o cancelamento da série. Por uma razão ou outra, Jim Aubrey decidiu que estava farto do show... alegou que estava muito acima do orçamento e que as notas não eram boas o suficiente, explicou Froug. Mas Serling rebateu, dizendo ao Daily Variety que tinha "decidido cancelar com a rede. A ABC mostrou interesse em trazer o show para a sua rede sob um novo nome, Witches, Warlocks and Werewolves, mas Serling não ficou impressionado. Pouco depois, Serling vendeu sua participação de 40% em The Twilight Zone à CBS, deixando o show e todos os projetos envolvendo o sobrenatural até 1969, quando Night Gallery estreou.

## Música
Além do legendário Bernard Herrmann, outros contribuíram para a música, entre eles Jerry Goldsmith, Nathan Van Cleave, Leonard Rosenman, Fred Steiner e Franz Waxman. A primeira temporada apresentou um tema orquestrado de Herrmann, que também escreveu para 7 episódios, incluindo o primeiro, "Where Is Everybody?". O tema mais associado com a série foi escrito pelo compositor francês Marius Constant como parte da série. Usado da 2ª temporada em diante, o tema foi exibido como uma emenda em conjunto com outros dois, "Etrange 3 (Strange n º 3)" e "Milieu 2 (Middle No. 2)". Varèse Sarabande lançou vários álbuns de música da série, focando os episódios que receberam sonorização original.
Volume 1
1. Main Title Theme – Marius Constant (:27)
2. The Invaders – Jerry Goldsmith (12:57)
3. Perchance To Dream – Nathan Van Cleave (9:52)
4. Walking Distance – Bernard Herrmann (12:52)
5. The Sixteen-Millimeter Shrine – Franz Waxman (10:55)
6. End Title Theme – Marius Constant (:42)

Volume 2
1. Main Title Theme – Bernard Herrmann (1:11)
2. Where Is Everybody? – Bernard Herrmann (11:19)
3. 100 Yards Over The Rim – Fred Steiner (12:14)
4. The Big Tall Wish – Jerry Goldsmith (11:52)
5. A Stop At Willoughby – Nathan Scott (12:24)
6. End Title Theme – Bernard Herrmann (1:05)

Volume 3
1. Alternate Main Title Theme – Marius Constant (:38)
2. Back There – Jerry Goldsmith (12:51)
3. And When The Sky Was Opened – Leonard Rosenman (11:54)
4. A World Of Difference – Nathan Van Cleave (11:48)
5. The Lonely – Bernard Herrmann (11:09)
6. Alternate End Title – Marius Constant (:54)

Volume 4
1. Alternate Main Title – Bernard Herrmann (:28)
2. Jazz Theme One – Jerry Goldsmith (9:12)
3. Jazz Theme Two – Jerry Goldsmith (3:12)
4. Jazz Theme Three – Rene Garriguenc (4:04)
5. Nervous Man In A Four Dollar Room – Jerry Goldsmith (8:16)
6. Elegy – Nathan Van Cleave (8:14)
7. King Nine Will Not Return – Fred Steiner (11:11)
8. Two – Nathan Van Cleave (12:09)
9. Alternate End Title – Bernard Herrmann (:43)

Volume 5
1. Alternate Main Title #2 – Bernard Herrmann (:29)
2. I Sing The Body Electric – Nathan Van Cleave (11:41)
3. The Passerby – Fred Steiner (12:58)
4. The Trouble With Templeton – Jeff Alexander (11:46)
5. Dust – Jerry Goldsmith (11:33)
6. Alternate End Title #2 – Bernard Herrmann (1:07)

Muitas foram incluídas em um conjunto de quatro discos lançados por Silva America. Varese também lançou um conjunto de dois discos de regravações dos sete escores de Herrmann para a série ("Where Is Everybody?," "Walking Distance", "The Lonely", "Eye Of The Beholder", "Little Girl Lost", "Living Doll" e "Ninety Years Without Slumbering"), conduzido por Joel McNeely.
Juntamente com este lançamento, o score musical de Bernard Herrmann para o episódio "Walking Distance" recebeu outra regravação que acompanha a gravação de seu score para "Fahrenheit 451", de François Truffaut, realizado pela Moscow Symphony Orchestra, conduzida por William Stromberg e com lançamento pela “Tribute Film Classics”.

## Rádio
Em 2002, o produtor Carl Amari obteve os direitos para transformer a série de TV em um programa seminal de rádio pela CBS Enterprises e Rod Serling Estate. A série apresenta Stacy Keach no papel de Serling como narrador e cada programa de 40 minutos inclui uma celebridade de Hollywood. Algumas das estrelas foram Jim Caviezel, Blair Underwood, Jason Alexander, Jane Seymour, Lou Diamond Phillips, Luke Perry, Michael York, Sean Astin e Ernie Hudson. Os episódios vão ao ar em centenas de estações de radio e Sirius/XM, e podem ser adquiridos através de download.

## Efeitos sobre a cultura popular
Em 1976, o grupo canadense de rock Rush apresentou uma faixa denominada "The Twilight Zone".
Em 1983, o grupo de rock holandês Golden Earring apresentou um sucesso denominado "Twilight Zone".
Em 1993, Bally apresentou uma máquina de pinball denominada “Twilight Zone”.
Em julho de 1994, "The Twilight Zone Tower of Terror", uma acelerada queda-livre abriu no Disney's Hollywood Studios. Uma replica foi construída no Disney's California Adventure Park em 2004, na Disneyland Paris em 2008, e em 2006 no Tokyo DisneySea.
Michael Jackson usou a narração de  Rod Serling em alguns episódios, principalmente "Monster" para a musica Threatened, além de se basear em sua vida pessoal e usar diversas referências da série para seu filme Ghosts, que foi um sucesso muncial.
Em setembro de 2009, Hallmark Cards apresentou uma árvore de Natal em comemoração ao 50º aniversário da estréia de “Twilight Zone” na CBS. O ornamento tem elementos da 5 ª temporadade Twilight Zone. Ao apertar um botão, o ornamento faz o tema de encerramento quinta temporada.
Futurama satiriza o programa várias vezes ao longo de várias séries com um programa de TV chamado "The Scary Door". Matt Groening, com The Simpsons, tem feito imitações e até alusões diretas sobre episódios de Twilight Zone, incluindo "It's a Good Life", "A Kind of Stopwatch", "Living Doll", "Little Girl Lost", "To Serve Man" e "Nightmare at 20,000ft".